# Didier Masela
 (août 2020).
Didier Masela Ndudi, plus connu simplement comme Didier Masela, né le 12 janvier 1966 à Matadi en République démocratique du Congo, est un musicien congolais.
En 1981, il fonde le groupe Wenge Musica qui, dans la décennie suivante, s'impose comme le porte-drapeau de la quatrième génération de la musique congolaise. L'ensemble finira par se disloquer en décembre 1997 à cause des rancœurs nées entre ses 4 administrateurs. Le groupe éclate en 2, d'un côté : Wenge Musica Maison Mère avec Masela, Werrason, Adolphe Dominguez, Christian Mabanga, Ali Mbonda, Ferré Gola et de l'autre : Wenge BCBG Les Anges Adorables avec JB Mpiana, Alain Prince Makaba et Blaise Bula et la totalité des autres.
Considéré comme l'un des meilleurs bassistes de son continent, il a composé de nombreux titres à succès, dont Dodo la Rose, Etepe-Buengo et La Têmpete du désert.

## Biographie
Né le 12 janvier 1966 à Matadi, Didier Masela s'est installé à Kinshasa à la fin des années 1970 avec ses parents, précisément dans la commune de Bandalungwa.
Il rencontrera ensuite les jeunes Aimé Buanga et Noel Ngiama Makanda (plus tard connu sous le nom de Werrason). Avec ces deux derniers, il fait ses premiers pas musicaux dans un groupe fictif créé par Buanga nommé Celio Stars.
Il apprend à jouer de la basse au pensionnat qu'il fréquente à Mbanza-Mboma, dans l'ancien Bas-Zaïre.
En juillet 1981, à l'initiative de Jean-Belis Luvutula, Celio Stars est rebaptisé Wenge Musica. Vers fin 1982, le groupe s'élargit avec l'arrivée de JB Mpiana, Alain Mwanga et bien d'autres. À cette époque, la musique n'est qu'une passion et un passe-temps pour ces jeunes.
En 1987, Wenge Musica enregistre son 1er album, ils décident d'établir une hiérarchie pour lui donner un aspect professionnel. À partir de là, Didier Masela obtient le statut de fondateur.
L'année suivante, ils signent leur 1er opus Bouger Bouger Makinzu, où Didier Masela compose Dodo la Rose.
Trois ans plus tard, en 1991, le groupe publie le 2e album Kin E Bougé, enregistré à Bruxelles, bénéficiant d'une qualité de son largement supérieure à l'album précédent. L'album comporte 5 titres, mais Didier ne signe aucun d'entre eux. Peu avant l'enregistrement de l'album, en 1989, le groupe devait voyager à Bruxelles en passant par Paris pour la 1er fois mais ils sont arrêtés à Kinshasa car ils étaient en possession de faux visas.
En 1992, ils enregistrent l'album Pleins Feux qui paraîtra plus tard en 1996.
En 1993, le groupe enregistre et publie un des plus grands succès de l'histoire du groupe qui est Kala-Yi-Boeing, le 3e album composé de 7 titres dont il signe le titre Crésois. Cet album aide Wenge Musica à s'établir comme étant désormais le plus grand groupe de sa génération. L'album obtient non seulement un énorme succès dans toute l'Afrique mais aussi aux Antilles et dans les Caraïbes.
Au cours de l'année 1994, Wenge Musica sort le 5e album Les Anges Adorables est dans les bacs et contient 12 chacune 6 titres, il signe 2 titres : La tempête du désert et Willy Muntu.
En 1996 sort le 7e album Pentagone composé de 11 titres très dansant avec Tutu Callugi et Roberto Ekokota à l’animation, sur lequel Didier signe 2 titres : Etepe-Buengo et Daddet. Il faut considérer que cet album est le dernier de Wenge Musica, car le suivant Feux de l'amour est crédité au nom de JB Mpiana.
L'année suivante, 1997, le 7 décembre, lors du concert de présentation de l'album Feux de l'amour de JB au Grand hôtel de Kinshasa, le groupe se bagarre sur scène. Cette confrontation se déroule sous les yeux du public ainsi que de Papa Wemba. Le groupe se sépare en 2 entités. JB s'en va créer Wenge BCBG avec plus de 80 % de l'orchestre original composé d'Alain Makaba, Blaise Bula, Alain Mpela, Aimélia Lias et bien d'autres. Et un autre part sera avec Werrason, Adolphe Dominguez, Didier Masela et Ferré Gola pour créer Wenge Musica Maison Mère.
En novembre 1998, Wenge Musica Maison Mère sort le 1er album Force d'intervention rapide, composé de 10 titres dont il signe 2 titres : Likelemba et PDG Makambo.
Le 19 juin 1999, il preste avec l'orchestre Wenge MMM à Villejuif. Et le 4 septembre, ils donnent un concert au Palais des sports de Paris.
Wenge MMM sortent en décembre 1999, leur 2e album Solola Bien qui remporte un succès immédiat et est certifié disque d'or en France au cours de l'année 2000. Didier Masela y signe sa dernière chanson au sein de l'orchestre, Likama.
Après de nombreux désaccords avec Werrason, Didier Masela finit par quitter Wenge Musica Maison Mère, vers fin 1999.
Des années plus tard après avoir disparu des radars, en 2000, il forme un orchestre qu'il nomme Wenge Musica 4X4 BCBG Tout Terrain Maison Mère (comme le précédant) qui changera de nom et deviendra Wenge Musica 5/5 et sort en 2003 son unique album, Zabala Bakulu.
En 2022, il participe au projet de retrouvailles de Wenge Musica qui comprend une série d'événements emblématiques (concert au Stade des Martyrs de Kinshasa le 30 juin, le 9 juillet un concert VIP au Grand hôtel de Kinshasa…).

## Discographie
Avec Wenge Musica
- 1988 : Bouger Bouger
- 1991 : Kin é Bougé
- 1992 : Pleins Feux
- 1993 : Kalayi Boeing
- 1994 : Les anges adorables (vol. I & II)
- 1996 : Pentagone
- 1997 : Feux de l'amour

Avec Wenge Musica Maison Mère
- 1998 : Force d'intervention rapide
- 1999 : Solola bien
- 2000 : Terrain eza miné

Wenge Musica 5/5
- 2003 : Zabala Bakulu

## Filmographie
- 2005 : Les habits neufs du gouverneur